# 2066
Năm 2066. Trong lịch Gregory, nó sẽ là năm thứ 2066 của Công nguyên hay của Anno Domini; năm thứ 66 của thiên niên kỷ thứ 3 và của thế kỷ 21; và năm thứ bảy của thập niên 2060.